# Фройнд, Жизель
Жизель Фройнд (фр. Gisèle Freund, 19 ноября 1908, Шёнеберг, под Берлином — 31 марта 2000, Париж) — французский фотограф, документалист и историк фотографии немецкого происхождения.

## Биография и творчество
Родилась в еврейской семье. Отец, Юлиус Фройнд, известный коллекционер предметов искусства, в 1928 году подарил ей за успехи в учёбе фотоаппарат «Лейка».
Училась социологии во Фрайбурге и Франкфурте — у Карла Маннгейма, Теодора Адорно, Норберта Элиаса. В университете примкнула к социалистическому движению, понимала фотографию как часть социальной работы — снимала уличные демонстрации накануне прихода Гитлера к власти. В 1933 году покинула страну, перебралась в Париж. Познакомилась с владелицей известной книжной лавки «Дом друзей книги» Адриенной Монье, её подругой Сильвией Бич, с Джеймсом Джойсом, Вальтером Беньямином, с которым много беседовала о фотографии: она работала над диссертацией о фотографии во Франции XIX в. (вышла в 1936 году книгой при поддержке Адриенны Монье), Беньямин — над статьёй «Краткая история фотографии».
В 1935 году Фройнд участвовала в Парижском конгрессе в защиту культуры. Она оставила портреты многих крупных писателей и художников, в 1939 году в Париже и Лондоне прошла её выставка «Знаменитые писатели». В 1942 году она перебралась в Аргентину, сблизилась с писательницей Викторией Окампо и её кругом (Борхес и др.), фотографировала Перона и Эву Перон, затем переехала в Мексику, где познакомилась с Диего Риверой и Фридой Кало. В 1947-1954 годах работала для агентства «Магнум», дружила с Робертом Капой. В 1950 году, опубликовав критическую фотографию Эвиты Перон, попала в поле внимания ФБР. С 1953 года постоянно жила в Париже, много путешествовала (Япония, Ближний Восток, США).
Похоронена на кладбище Монпарнас в Париже.

## Признание
Была награждена премией Немецкого фотографического общества (1978), Большой художественной премией Франции (1980), стала официальным фотографом Франсуа Миттерана в период его президентства. Большая ретроспективная выставка работ Фройнд прошла в Национальном музее современного искусства (Центр Помпиду) в 1991 году.

## Тексты
- La Photographie en France au XIXe siècle. Paris: Maison des amis des livres Adrienne Monnier, 1936.
- Mexique précolombien. Neuchâtel: Ides & Calends, 1954.
- James Joyce in Paris: His final Years. New York: Harcourt, 1965.
- Le monde et ma caméra. Paris: Denoël Gonthier, 1970.
- Mémoires de l'œil. Paris: Seuil, 1977.
- Photographie et société. Paris: Seuil, 1974 (англ.: Photography & society. Boston: D.R. Godine, 1980)
- Trois jours avec Joyce. Paris: Denoël, 1983 (англ.: Three days with Joyce. New York: Persea Books, 1985)
- Itinéraires. Paris: Albin Michel, 1985.
- Gisèle Freund: Gespräche mit Rauda Jamis. München: Schirmer/Mosel, 1993 (исп.: Gisèle Freund: conversaciones con Rauda Jamís. Barcelona: Circe, 2002)
- Photographien und Erinnerungen. München; Paris; London: Schirmer/Mosel, 1998

## Альбомы и каталоги выставок
- Au pays des visages: trente ans d’art et de littérature à travers la caméra de Gisèle Freund. Paris: Musée d’Art Moderne, 1968
- Gisèle Freund: Fotografien 1932—1977. Köln, 1977
- Gisèle Freund, die Frau mit der Kamera: Fotografien 1929—1988. München: Schirmer/Mosel, 1992
- Gisèle Freund: Gesichter der Sprache: Schriftsteller um Adrienne Monnier: Fotografien zwischen 1935 und 1940. Hannover: Sprengel Museum Hannover, 1996
- Gisèle Freund: Berlin-Frankfurt-Paris, Fotografien 1929—1962. Berlin: Jovis, 1996. |
- Gisele Freund: the poetry of the portrait: photographs of writers and artists. Munich: Schirmer Art Books, 1998